# 马尔切泰利
马尔切泰利（義大利語：Marcetelli），是意大利列蒂省的一个市镇。总面积11.02平方公里，人口110人，人口密度10.0人/平方公里（2009年）。ISTAT代码为057036。